# PBKDF2
在密码学中， PBKDF1和PBKDF2 （基于密码的密钥派生函数 1和2 ）是具有可变计算成本的密钥派生函数，可以降低面对蛮力攻击的脆弱性。
PBKDF2是RSA 实验室的公钥密码学标准（PKCS）系列的一部分，即 PKCS #5 v2.0，同时也作为互联网工程任务组的 RFC 2898发布。它取代了只能生成最长160位派生密钥的PBKDF1。2017年发布的RFC 8018（PKCS #5 v2.1）推荐使用PBKDF2进行密码哈希处理。

## 目的和运作
PBKDF2 将伪随机函数（例如基于散列的消息身份验证码，HMAC）与盐值一起应用于输入密码或密码词组，并多次重复该过程以生成派生密钥，然后可以将其用作后续过程的加密密钥。增加的计算工作使密码破解变得更加困难，这被称为密钥延伸 。
在2000年编写的标准建议最小迭代次数为1,000次，但随CPU性能的提高，该参数会随着时间的推移而增加。2005年的Kerberos标准推荐4,096次迭代；据报道，蘋果公司在iOS 3中使用了2,000次，在iOS 4中使用了10,000次；而LastPass在2011年对JavaScript客户端使用了5,000次迭代，对服务器端哈希使用了100,000次迭代。 2023 年，OWASP建议PBKDF2-HMAC-SHA256使用600,000次迭代，PBKDF2-HMAC-SHA512使用210,000 次迭代。

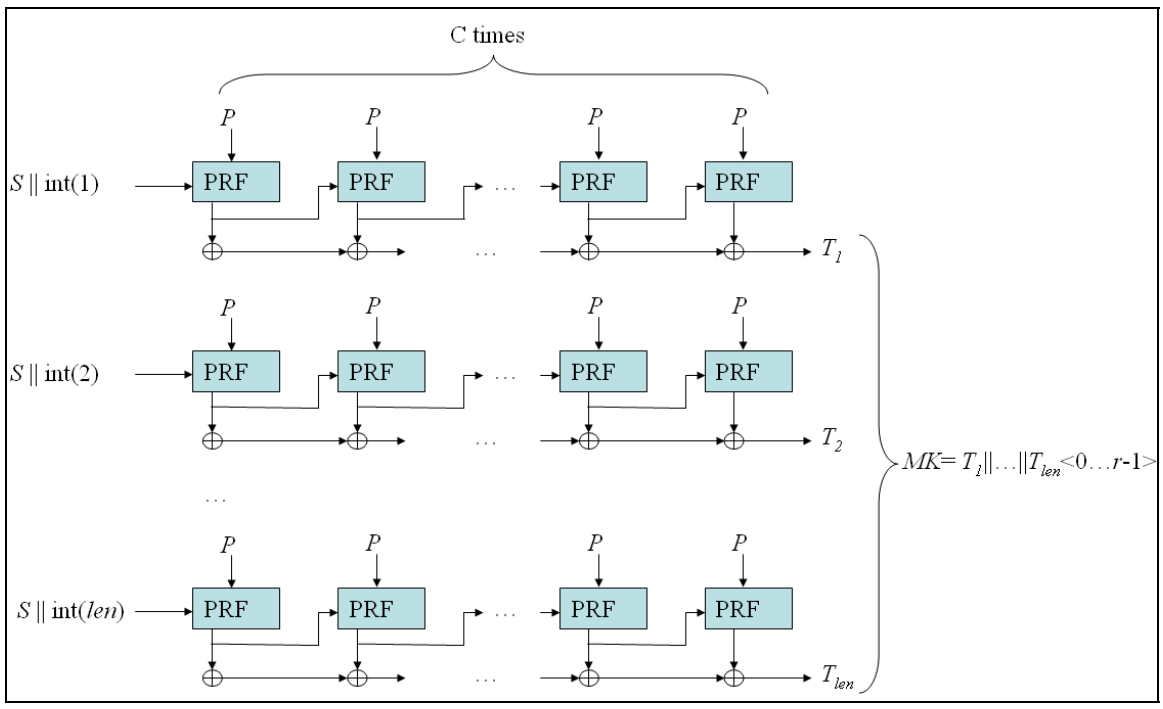
PBKDF 2迭代过程的算法表示。

在密码中添加盐会降低使用预计算的哈希值（彩虹表）进行攻击的能力，并且意味着必须单独测试多个密码，而不是一次测试所有密码。该标准建议盐长度至少为64位。美国国家标准与技术研究所推荐的长度为128位。 

## 密钥推导过程
PBKDF2密钥推导函数有五个输入参数：
DK = PBKDF2(PRF, Password, Salt, c, dkLen)
其中
- PRF 是一个有两个输入参数的伪随机函数（例如一个有密钥的HMAC），输出长度hLen
- Password 是主密码，推导密钥由它生成
- Salt 是一个比特序列，即盐
- c 是希望进行的迭代次数
- dkLen 是希望生成推导密钥的长度（位）
- DK 是生成的推导密钥

派生密钥DK的每个hLen位的块Ti计算如下（使用+表示字符串拼接）：
DK = T1 + T2 + ⋯ + Tdklen/hlen
Ti = F(Password, Salt, c, i)
函数F是链式PRF的c次迭代的异或( ^ )。PRF的第一次迭代使用Password作为PRF密钥，并将Salt与编码为大端序32位整数的i（索引i从1开始）拼接，作为输入。 PRF的后续迭代使用Password作为 PRF 密钥，并将先前PRF计算的输出作为输入：
F(Password, Salt, c, i) = U1 ^ U2 ^ ⋯ ^ Uc
其中
U1 = PRF(Password, Salt + INT_32_BE(i))
U2 = PRF(Password, U1)
⋮
Uc = PRF(Password, Uc−1)
例如， WPA2使用：
DK = PBKDF2(HMAC−SHA1, passphrase, ssid, 4096, 256)
PBKDF1过程更简单：初始U （在这个版本中称为T ）由PRF(Password + Salt)创建，后面只是将上一轮的U作为下一轮PRF的输入，即PRF(Uprevious) 。最后提取最终哈希的前dkLen位作为密钥。因此PBKDF1存在大小限制。

## HMAC冲突
当使用 HMAC 作为其伪随机函数时，PBKDF2 有一个有趣的特性。可以简单地构造任意数量的不同密码对，并且每对密码对都存在冲突。如果提供的密码长于底层HMAC散列函数的块大小，则密码首先被预散列为摘要，然后该摘要用作密码。例如，以下密码太长：
- 密码： plnlrtfpijpuhqylxbgqiiyipieyxvfsavzgxbbcfusqkozwpngsyejqlmjsytrmd

因此，在使用 HMAC-SHA1 时，使用 SHA-1 将其预散列为：
- SHA1 （十六进制）： 65426b585154667542717027635463617226672a

可以用 ASCII 表示为：
- SHA1 （ASCII）： eBkXQTfuBqp'cTcar&g*

这意味着无论盐或迭代次数如何，PBKDF2-HMAC-SHA1 都会为下列密码生成相同的密钥字节：
- "plnlrtfpijpuhqylxbgqiiyipieyxvfsavzgxbbcfusqkozwpngsyejqlmjsytrmd"
- "eBkXQTfuBqp'cTcar&g*"

例如，使用：
- PRF : HMAC-SHA1
- 盐： A009C1A485912C6AE630D3E744240B04
- 迭代次数： 1,000
- 派生密钥长度： 16 字节

下面两个函数调用：
```
PBKDF2-HMAC-SHA1("plnlrtfpijpuhqylxbgqiiyipieyxvfsavzgxbbcfusqkozwpngsyejqlmjsytrmd", ...)
PBKDF2-HMAC-SHA1("eBkXQTfuBqp'cTcar&g*", ...) 
```

将生成相同的派生密钥字节 ( 17EB4014C8C461C300E9B61518B9A18B )。这些派生密钥冲突并不代表存在安全漏洞，因为仍然必须知道原始密码才能生成密码的哈希值。利用这一性质，对于一些ZIP格式的加密压缩文件，可能存在两个可行的密码。

## PBKDF2的替代算法
PBKDF2 的一个缺点是，尽管可以通过改变迭代次数来任意调整所需的计算时间，但它可以用一个小电路和很少的RAM来实现，这使得使用特殊應用積體電路（ASIC）或图形处理器（GPU）进行暴力攻击相对低廉。Bcrypt密码散列函数需要更大的RAM（但仍然不能单独调整，由给定的CPU时间决定）并且对此类攻击的抵抗力稍强， 而更现代的Scrypt密钥派生函数可以任意使用大量内存，因此更能抵抗ASIC和GPU攻击。
2013年举行的密码哈希竞赛（PHC）鼓励开发一种更具抵抗力的密码哈希方法。2015年7月20日，Argon2被选为最终的获胜者，PHC还特别表彰了其他四种密码哈希方案：Catena、Lyra2、yescrypt和Makwa。另一种替代方法是气球哈希，这是NIST密码指南中推荐的方法。